# Echimys chrysurus
Echimys chrysurus е вид бозайник от семейство Бодливи плъхове (Echimyidae).

## Разпространение
Видът е разпространен в Бразилия, Гвиана, Суринам и Френска Гвиана.